# Dotto venoso di Aranzio
Il dotto venoso "di Aranzio" è una vena facente parte della circolazione fetale. Deve il suo nome a Giulio Cesare Aranzi.
Insieme ad altre strutture fetali, come il forame ovale e il dotto arterioso di Botallo, ha nella circolazione fetale l'importante funzione di portare sangue ossigenato all'encefalo, per permettere il suo sviluppo.
Il dotto si oblitera dopo la nascita, dando così origine al legamento venoso o legamento di Aranzio. 

## Organogenesi
Nel periodo successivo alla quinta settimana di vita intrauterina, e cioè da quando si sono chiaramente differenziate le vene vitelline, ombelicali e cardinali, il primitivo circolo venoso subisce una serie di modificazioni legate perlopiù allo sviluppo esuberante del fegato. Dopo che il sacco vitellino va incontro ad atrofia, il fegato cessa infatti di ricevere sangue attraverso le vene vitelline, ricevendo invece nutrimento dalla vene ombelicali. Le vene vitelline si fondono dunque in un unico tronco venoso che, circondando a spirale l'intestino e penetrando poi nel fegato, si getta nel seno venoso. In seguito, la crescita dei cordoni epatici determina l'interruzione di tale decorso e la conseguente formazione del reticolo vascolare formato dai sinusoidi epatici. 
Con la riduzione del corno sinistro del seno venoso, il sangue proveniente dall'emifegato sinistro viene drenato a destra, grazie alla formazione del dotto venoso, che consiste in un'anastomosi tra la vena vitellina sinistra, a livello dell'ingresso nel fegato, e la vena vitellina destra, a livello dello sbocco nel seno venoso. Sicché solamente parte del sangue in arrivo al fegato entra nel circolo sinusoidale, giacché la maggior parte di esso si porta dalla vena ombelicale al seno venoso tramite il dotto venoso. 
In seguito, l'iperafflusso ematico alla vena vitellina destra determina la formazione della porzione postepatica della vena cava inferiore, mentre dal tronco venoso origina la vena porta.
Dopo la nascita il legamento venoso, il residuo fibroso del dotto, di solito è attaccato al ramo sinistro della vena porta all'interno della porta hepatis ed è rivestito dalle pieghe peritoneali del piccolo omento.

## Funzione
Costituendosi come un'anastomosi tra la vena ombelicale e la vena cava inferiore, il dotto venoso ha la funzione di fornire uno shunt che dalla vena ombelicale porti il sangue ossigenato di origine placentare direttamente alla vena cava inferiore, evitando così il passaggio attraverso il fegato, dirigendo così il flusso ematico nella direzione dell'encefalo. 